# Dasygaster eugrapha
Dasygaster eugrapha är en fjärilsart som beskrevs av George Francis Hampson 1905. Dasygaster eugrapha ingår i släktet Dasygaster och familjen nattflyn. Inga underarter finns listade i Catalogue of Life.